# Strunjanske soline s Stjužo
Strunjanske soline s Stjužo este o arie protejată (arie specială de conservare — SAC, sit de importanță comunitară — SCI) din Slovenia întinsă pe o suprafață de 35,22 ha, din care 42 % marine.

## Localizare
Centrul sitului Strunjanske soline s Stjužo este situat la coordonatele 45°31′36″N 13°36′13″E / 45.5267°N 13.6036°E.

## Înființare
Situl Strunjanske soline s Stjužo a fost declarat sit de importanță comunitară în aprilie 2004 pentru a proteja 2 specii de animale. Situl a fost protejat și ca arie specială de conservare în februarie 2012.

## Biodiversitate
Situată în ecoregiunea continentală, aria protejată conține 5 habitate naturale: Estuare, Terase mlăștinoase și terase nisipoase neacoperite de apă la reflux, Lagune de coastă, Salicornia și alte specii anuale care populează regiunile mlăștinoase și nisipoase, Tufărișuri halofile mediteraneene și termo-atlantice (Sarcocornetea fruticosi).
La baza desemnării sitului se află mai multe specii protejate:
- nevertebrate (1): Vertigo angustior
- pești (1): Aphanius fasciatus